# Fiducia (motorfiets)
Fiducia is een historisch merk van motorfietsen.
De bedrijfsnaam was Gießerei J. Weber & Co., Zürich-Uster.
Fiducia was een Zwitsers merk dat van 1902 tot 1905 450cc-motorfietsen met eigen motorblok bouwde.